# Șerban Nicolae
Șerban Nicolae (ur. 5 kwietnia 1968 w Bukareszcie) – rumuński polityk, prawnik i politolog, senator, sekretarz stanu, w 2004 minister ds. kontaktów z parlamentem.

## Życiorys
W 1986 ukończył liceum przemysłowe w Bukareszcie, pracował następnie jako robotnik w zakładach Mecanică Fină i referent w ministerstwie edukacji. W 1997 został absolwentem prawa na Universitatea Româno-Americană. Podjął następnie praktykę w zawodzie, m.in. w 2000 podczas kampanii wyborczej był pełnomocnikiem Iona Iliescu. Założył własną kancelarię prawną, specjalizując się w prawie upadłościowym. W 2009 na Uniwersytecie Babeșa i Bolyaia obronił doktorat z zakresu stosunków międzynarodowych poświęcony reformie ONZ.
Od 1990 należał do Frontu Ocalenia Narodowego. W 1992 przeszedł do Demokratycznego Frontu Ocalenia Narodowego, przekształconego następnie w Partię Socjaldemokratyczną. W 2001 został doradcą prezydenta Iliescu ds. prawnych. Od 8 czerwca do 28 grudnia 2004 pełnił funkcję ministra ds. kontaktów z parlamentem w rządzie Adriana Năstase. W tym samym roku po raz pierwszy wybrano go do Senatu, ponownie zdobywał mandat w 2012 i 2016. Od września 2005 do grudnia 2006 był obserwatorem w Parlamencie Europejskim, należąc do Partii Europejskich Socjalistów. W 2009 przez kilka miesięcy pozostawał sekretarzem stanu i szefem departamentu ds. strefy Schengen w resorcie spraw wewnętrznych. Od 2016 do 2017 kierował frakcją senacką PSD, pozbawiono go tej funkcji po wypowiedziach popierających projekt amnestii dla popełniających przestępstwo korupcji. W 2020 przeszedł do Rumuńskiej Partii Ekologicznej, z jej ramienia bez powodzenia kandydował w tym samym roku do Senatu.
Od 2003 żonaty z Adrianą, ma dwoje dzieci. Kawaler Orderu Narodowego Wiernej Służby.